# تشيو تشي لينغ

تشيو تشي لينغ و والديه

تشيو تشي لينغ (بالإنجليزية: Chiu Chi-ling)‏. ولد في 20 جانفي 1943. هو ممثل وخبير في الفنون القتالية الصينية حاصل على الدرجة العاشرة في الهوقار كونغ فو.

## سيرة حياته
ولد تشيو تشي لينغ في عام 1943، الابن الأصغر لتشي كيو وتشي يينغ، في محافظة كانتون. في سن السادسة بدأ الكونغ فو و التدريب تحث إشراف والده. في سن الخامسة عشر بدأ مساعدة تشيو كيو في علاج المرضى في المستشفيات والعيادات الطبية.
عائلة تشو معروفة بتضميد جراح العظم ("Dit Da"). بعد ذلك تعلم ودرس هونغ غار كونغ فو، و كان الحظ معه أن يتعلم ويدرس على موك لان غوي، الزوجة الرابعة المشهورة في أنحاء الصين وونغ هونغ فاي، في صغر سنه.
في سنوات السبينات، عندما تقاعد تشيو كيو، أصبح تشيو تشي لينغ مدير المدرسة. افتتح في عام 1971 مدرسة الكونغ فو، في هونغ كونغ في شارع فاثان في كولون. و بعدها بعام تزوج تشي يانغ يوك.
قبل عام 1995 عادت هونغ كونغ إلى الصين، أغلق تشيو تشي لينغ المدرسة وانتقل إلى أمريكا.
اليوم تشيو تشي لينغ، معلم كبير، يسافر بكثرة له اتصالات في جميع أنحاء العالم كله هونغ غار كونغ فو.

## أفلام
له تسة عشر فيلم الأول سنة 1978 و الأخير سنة 2013 
- رحلة إلى الغرب: قهر الشياطين صدر سنة 2013
- مغامرات السلطة صدر سنة 2008
- الكونغ فو الزحام صدر سنة 2004
- علي طول شوان رين صدر سنة 1991
- ديناميت المقاتلون صدر سنة 1987
- وي تشونغ تشينغ هي صدر سنة 1985

## وصلات خارجية
- تشيو تشي لينغ على موقع IMDb (الإنجليزية)
- تشيو تشي لينغ على موقع قاعدة بيانات الفيلم (الإنجليزية)
- Grandmaster Chiu Chi Ling